# Eric Flint

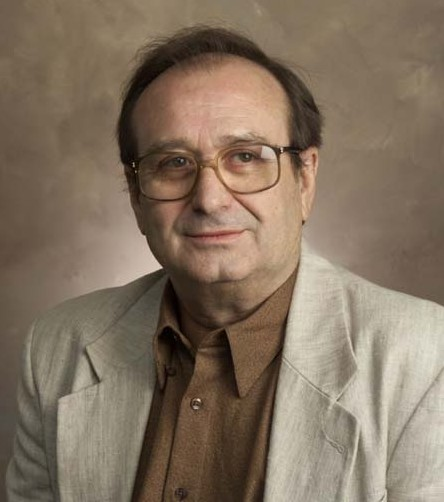
Eric Flint (2007 oder früher)

Eric Flint (* 6. Februar 1947 in Kalifornien; † 17. Juli 2022) war ein US-amerikanischer Autor von Alternativweltgeschichten und Science Fiction sowie humorvoller Fantasy-Geschichten.

## Leben
Flint studierte Geschichte, erwarb den Grad eines Master und spezialisierte sich dabei auf Südafrikanische Geschichte. Seine Doktorarbeit brach er aus politischen Gründen ab und betätigte sich bis zum Alter von 50 Jahren als Berufskraftfahrer, Hafenarbeiter sowie linksgerichteter Aktivist. Flint arbeitete als Mitglied der Socialist Workers Party.
Im Jahre 1993 gewann er einen Wettbewerb, worauf er 1997 seinen ersten Roman veröffentlichte und im Jahre 1999 hauptberuflich Schriftsteller wurde. Kurz darauf wurde er der „Erste Bibliothekar“ der Baen Free Library von Jim Baen, einer Initiative, die literarische Werke zum freien Lesen und Download als E-Book anbietet. Er verlegte und überarbeitete eine ganze Reihe klassischer Science Fiction Werke und gab Kurzgeschichtensammlungen in neuen Zusammenstellungen heraus. Durch den kommerziellen Erfolg dieses Projekts animierte er viele der Autoren dieser Sammlungen, wieder mit dem Schreiben zu beginnen.
2004 kam er immer mehr in Zeitnot, weil immer mehr Fans sich als Autoren in seinem auf der 1632-Serie basierenden Universum betätigten und ihn um Rat ersuchten. Daher schlug er Jim Baen die Schaffung des experimentellen E-Zines The Grantville Gazette vor, einer Art elektronischem Fortsetzungsroman, das ebenfalls finanziellen Erfolg hatte.
Von vier der Gazette-Ausgaben hat Baen die Vermarktungsrechte gekauft und sie auch in Buchform als Anthologie herausgegeben. Anschließend wurde Flint Redakteur des neuen Jim Baen’s Universe Science Fiction E-zines und brachte zeitgleich drei bis fünf Titel als Autor auf den Markt. Nach dem Tode Baens, der einem Schlaganfall erlag, gestaltete Flint eine neue Website „grantvillegazette.com“, die nicht nur die Grantville Gazettes veröffentlichte, sondern auch dafür sorgte, dass nun sechs anstatt vier Ausgaben pro Jahr erschienen.
Seit Oktober 2007 lebte er mit seiner Frau Lucille in East Chicago in Indiana.
2008 spendete er seine Buchsammlung dem Department of Rare Books and Special Collections der Universität in Nord Illinois.
Flint war der Ehren-Gast-Autor für die NASFiC, ReConStruction von 2010. Ebenso liefert er Beiträge für die von Phoenix Pick herausgegebene Reihe The Stellar Guild. Die Serie vereint Bestsellerautoren wie Flint mit eher unbekannten Autoren, um die letztgenannten einem breiteren Publikum bekannt zu machen.

## Elektronisches Verlegen
Flint war der Redakteur der „Baen Free Library“, einem immer noch aktuellen Experiment des elektronischen Verlegens von E-Books in verschiedenen nicht verschlüsselten Dateiformaten. Ziel des Projekts ist es, Autoren davon zu überzeugen, ihre Werke unverschlüsselt über diese Plattform zum Download anzubieten. Die beiden Gründer wollten prüfen, ob diese Angebote den Verkauf der Bücher in Papierform und der kostenpflichtigen E-Books der Autoren ankurbeln würden.
Finanziell lohnt sich das Projekt. Üblicherweise sind jederzeit ungefähr 80 – 100 Werke zum Download verfügbar. Zum Konzept gehört, dass dies in der Regel die früheren Ausgaben der Fortsetzungsromane sind, deren Fortsetzungen über den Buchhandel oder kostenpflichtig zum Download angeboten werden. Diese „Appetithäppchen“ sollen den Leser dazu bringen, die Fortsetzungen zu kaufen.

## Veröffentlichungen

### Belisarius

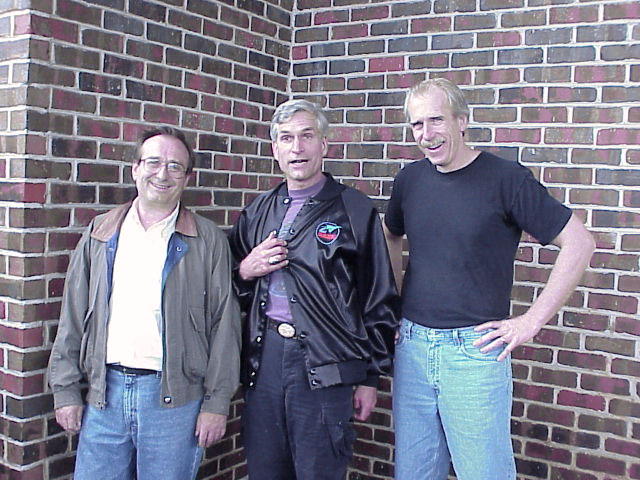
Flint (links), Autor David Drake und Künstler Gary Ruddell

Die Reihe entstand in Zusammenarbeit mit David Drake und beschäftigt sich mit einer Reihe historischer Figuren, unter anderem dem römischen General Belisarius, den die beiden Autoren als besten General beschrieben, der jemals auf der Erde wandelte.
1. An Oblique Approach, 1998
2. In the Heart of Darkness, 1998
3. Destiny’s Shield, 1999
4. Fortune’s Stroke. 2000
5. The Tide of Victory. 2001
6. The Dance of Time. 2006

### Assiti-Shards-Universen
Assiti Shards ist eine Technik, die es ermöglicht, Raumzeiten zu vertauschen. Es existieren viele verschiedene Zeitlinien und Alternativuniversen. Das Besondere ist, dass ein Tausch der Orte und der darin lebenden Personen stattfindet, während in bisherigen Entwürfen von Multiversen Teleportation von Personen an einen anderen Ort oder in eine andere Zeit beschrieben wurde. Hier wird der Zielort mit dem Ursprungsort getauscht. Als Beispiel hat dies zur Folge, dass die Nutzer des Effekts sich in eine Vergangenheit versetzen lassen und die Personen und Orte der Vergangenheit sich in der Gegenwart der Shards-Benutzer wiederfinden.
Als Flint diese Idee in seinem Roman „1632“ erstmals verwandte, wuchs das Interesse der Leser derart, dass eine lange Reihe an Fortsetzungen folgte. Wegen des großen Zuspruchs kündigte Flint im Jahr 2000 eine Ausweitung in neue Umgebungen an. Allerdings hielt ihn der Tod Jim Baens, sein Engagement in Webprojekten und die Arbeit an der 1632er-Serie davon ab, die Ideen umzusetzen.

#### Die 1632-Serie
Erst wurde sie 163x-Serie genannt, Baen nannte sie eine Zeit lang die Ring-of-Fire-Serie, nun heißt sie 1632 Universe oder 1632verse. Begonnen hat die Serie mit einer Geschichte über Einwohner einer amerikanischen Kleinstadt, die in eine deutsche Stadt des Jahres 1631 versetzt werden. Die Geschichte zieht sich bis ins Jahr 1632 und bis zum Dreißigjährigen Krieg, daher der Titel.
Unter den zahlreichen Werken Flints nimmt die 1632-Serie (auch „Ring of Fire“/„Assiti Shards“) aus deutscher Sicht eine Sonderstellung ein, da sie im Thüringen des Dreißigjährigen Krieges spielt. Hauptthema der Serie ist der Umstand, dass die Kleinstadt „Grantville, West Virginia“ aus den USA des Jahres 2000 in diese Zeit katapultiert wird.
- 1632
- 1633. 2002 (mit David Weber)
- Ring of Fire. 2004
- 1634: The Galileo Affair. 2004 (mit Andrew Dennis)
- Grantville Gazette I. 2004 (Buchdruck)
- Grantville Gazette II. 2006 (Buchdruck)
- 1634: The Ram Rebellion. 2006 (mit Virginia DeMarce)
- 1634: The Baltic War. 2007 (mit David Weber)
- 1635: The Cannon Law. 2006 (mit Andrew Dennis)
- 1634: The Bavarian Crisis. 2007 (mit Virginia DeMarce)
- Ring of Fire II. 2008
- 1635: The Dreeson Incident. 2008
- 1635: The Eastern Front. 2010
- 1635: The Papal Stakes. 2012 (mit Charles E. Gannon)
- 1636: The Saxon Uprising. 2011

Bewusst in der inneren chronologischen Reihenfolge

#### Die Grantville Gazettes
Die Gazettes begannen als Projekt, das Fan-Fiction und Sekundärliteratur in Form enzyklopädischer Artikel veröffentlichte. Die Mitglieder der Plattform bildeten ein „1632 Research Committee“, das die Rückmeldungen und Kritiken im „1632 Tech Manual“, einem Internetforum, sammelt. Die Einbindung vieler Fan-Autoren und auch professioneller Schriftsteller in den Entwicklungsprozess des gesamten Projekts sorgt bis heute für eine kontinuierliche Weiterentwicklung.
- The Grantville Gazette. 2003 elektronisch, 2004 als Buch
- Grantville Gazette II. 2004 elektronisch, 2006 als Buch
- Grantville Gazette III. 2004 elektronisch, 2007 als Buch
- Grantville Gazette IV. 2005 elektronisch, 2008 als Buch
- Grantville Gazette V. 2005 elektronisch, 2009 als Buch
- Grantville Gazette VI. 2006
- Grantville Gazette VII. 2006
- Grantville Gazette VIII. 2006
- Grantville Gazette IX. 2006
- Grantville Gazette X. 2006
- Grantville Gazette XI. 2007
- Grantville Gazette XII. 2007
- Grantville Gazette XIII. 2007

Ausgabe VI und Folgende bisher nur elektronisch erschienen

#### Andere Assiti-Shards-Universen
- Time Spike. 2008 (mit Marilyn Kosmatka)
- The Alexander Inheritance. 2017 (mit Gorg Huff und Paula Goodlett)
- Das Buch By Any Other Name (mit Sarah Hoyt) sollte William Shakespeare als Hauptperson haben, wurde aber wegen des überraschenden Todes von Jim Baen nicht fertiggestellt.

### Heirs of Alexandria
(mit Dave Freer und Mercedes Lackey)
- The Shadow of the Lion. 2002, Baen Books, ISBN 0-7434-3523-0.
- A Mankind Witch. 2005, Baen Books, ISBN 0-7434-9913-1.
- This Rough Magic. 2003, Baen Books, ISBN 0-7434-7149-0.
- Much Fall of Blood. 2010, Baen Books, ISBN 978-1-4391-3351-4.

### Rats, Bats and Vats
- Rats, Bats and Vats. 2000 (mit Dave Freer)
- The Rats, the Bats and the Ugly. 2004 (mit Dave Freer)

### Joe’s World
- The Philosophical Strangler. 2001
- Forward the Mage. 2002, (mit Richard Roach)

### Weitere Zusammenarbeiten
- Honor Harrington series (mit David Weber)
  - Der Sklavenplanet, Bastei-Lübbe, 2006, ISBN 3-404-23292-5, Crown of Slaves. 2003
  - Fackel der Freiheit, Bastei-Lübbe, 2011, ISBN 978-3-404-20014-6, Torch of Freedom. 2009
- Pyramid Scheme. 2001 (mit Dave Freer)
- The Course of Empire. 2003 (mit K. D. Wentworth)
- The Wizard of Karres. 2004, (mit David Freer und Mercedes Lackey)
- Boundary. 2006 (mit Ryk E. Spoor)
- Pyramid Power. 2007 (mit Dave Freer)
- When Diplomacy Fails. 2008 (mit Mike Resnick)
- The Crucible of Empire. 2010 (mit K. D. Wentworth)
- Threshold. 2010 (mit Ryk E. Spoor)

### Trail of Glory
- 1812: The Rivers of War
- 1824: The Arkansas War

### Einzelroman
- Mother of Demons, 1997

### Kurzgeschichten
- Im Honor Harrington Universum
  - From the Highlands. 2001
  - Fanatic. 2003
- andere Kurzgeschichten
  - Entropy and the Strangler, 1993
  - The Thief and the Roller Derby Queen. 2000
  - Carthago Delenda Est. 2001
  - The Islands. 2002
  - The Truth about the Götterdämmerung. 2004

### Als Herausgeber überarbeiteter Neuauflagen klassischer SF
- Werke von Christopher Anvil
  - Pandora’s Legions. 2002
  - Interstellar Patrol. 2003
  - Interstellar Patrol II: The Federation of Humanity. 2005
  - The Trouble with Aliens. 2006
  - The Trouble with Humans. 2007
  - War Games. 2008
  - Prescription for Chaos. 2008
- Werke von Randall Garrett
  - Lord Darcy. 2002, (mit Guy Gordon)
- Werke von Tom Godwin
  - The Cold Equations and Other Stories. 2003
- Werke von Keith Laumer
  - Retief. 2002
  - Odyssey. 2002
  - Keith Laumer: The Lighter Side. 2002
  - Future Imperfect. 2003
  - A Plague of Demons. 2003
  - Legions of Space. 2004
  - Imperium. 2005
- Werke von Murray Leinster
  - Med Ship: The Complete Stories. 2002, (mit Guy Gordon)
  - Planets of Adventure. 2003
  - A Logic Named Joe. 2005
- Werke von Howard L. Myers, (mit Guy Gordon)
  - The Creatures of Man. 2003
  - A Sense of Infinity. 2009
- Werke von James H. Schmitz (mit Guy Gordon)
  - Telzey Amberdon. 2000
  - TnT: Telzey & Trigger Together. 2000
  - Trigger & Friends. 2001
  - The Hub: Dangerous Territory. 2001
  - Agent of Vega & Other Stories. 2001
  - The Witches of Karres. 2003
  - The Eternal Frontiers. 2002
- A. E. van Vogt
  - Transgalactic. 2006, (mit David Drake)